# Богун, Генри де (рыцарь)
Сэр Генри де Богун (англ. Henry de Bohun; убит 23 июня 1314) — английский рыцарь из рода Богунов, внук Хамфри (IV) де Богуна, 2-го графа Херефорда. В составе английской армии участвовал в Первой войне за независимость Шотландии, в том числе в битве при Фолкерке (1298 год). 23 июня 1314 года Генри был в авангарде английской армии, которая столкнулась с шотландцами около ручья Бэннок Бёрн. Там он попытался убить короля Шотландии Роберта I Брюса, но тот проломил ему голову топором. С этого началась проигранная англичанами битва при Бэннокбёрне.

## Биография

Битва при Бэннокбёрне, первый день

В источниках, посвящённых битве при Бэннокбёрне, Генри назван «племянником графа Херефорда» — Хамфри де Богун, 4-го графа Херефорда, однако у того братьев не было. Вероятно, что он был сыном и наследником Джона де Богуна из Харесфилда в Глостершире, одного из младших сыновей Хамфри (IV) де Богуна, 2-го графа Херефорда, и, соответственно, двоюродного брата 4-го графа Херефорда. Поскольку, согласно отчёту о посмертном расследовании о наследстве его отца, в 1292 году ему было 15 лет, Генри родился около 1277 года.
Генри в составе английской армии участвовал в Первой войне за независимость Шотландии. 22 июня 1298 года он сражался в битве при Фолкерке. В 1301 и 1302 годах Томас также сражался в Шотландии. В 1306 году Эдуард I приказал конфисковать его земли и арестовать самого Богуна за то, что тот без разрешения покинул английскую армию в Шотландии.
В июне 1314 года Генри в составе английской армии, возглавляемой королём Эдуардом II, отправился в поход против шотландцев, возглавляемых королём Робертом I Брюсом, который завершился разгромом англичан в битве при Бэннокбёрне. Утром 23 июня англичане, изнурённые долгим переходом, достигла большого ручья под названием Бэннок Бёрн — менее чем в 3 милях (4,83 км) от замка Стерлинг, с которого нужно было снять осаду не позже чем 24 июня, иначе его пришлось бы сдать. Шотландцы укрепились на другой стороне в лесу.

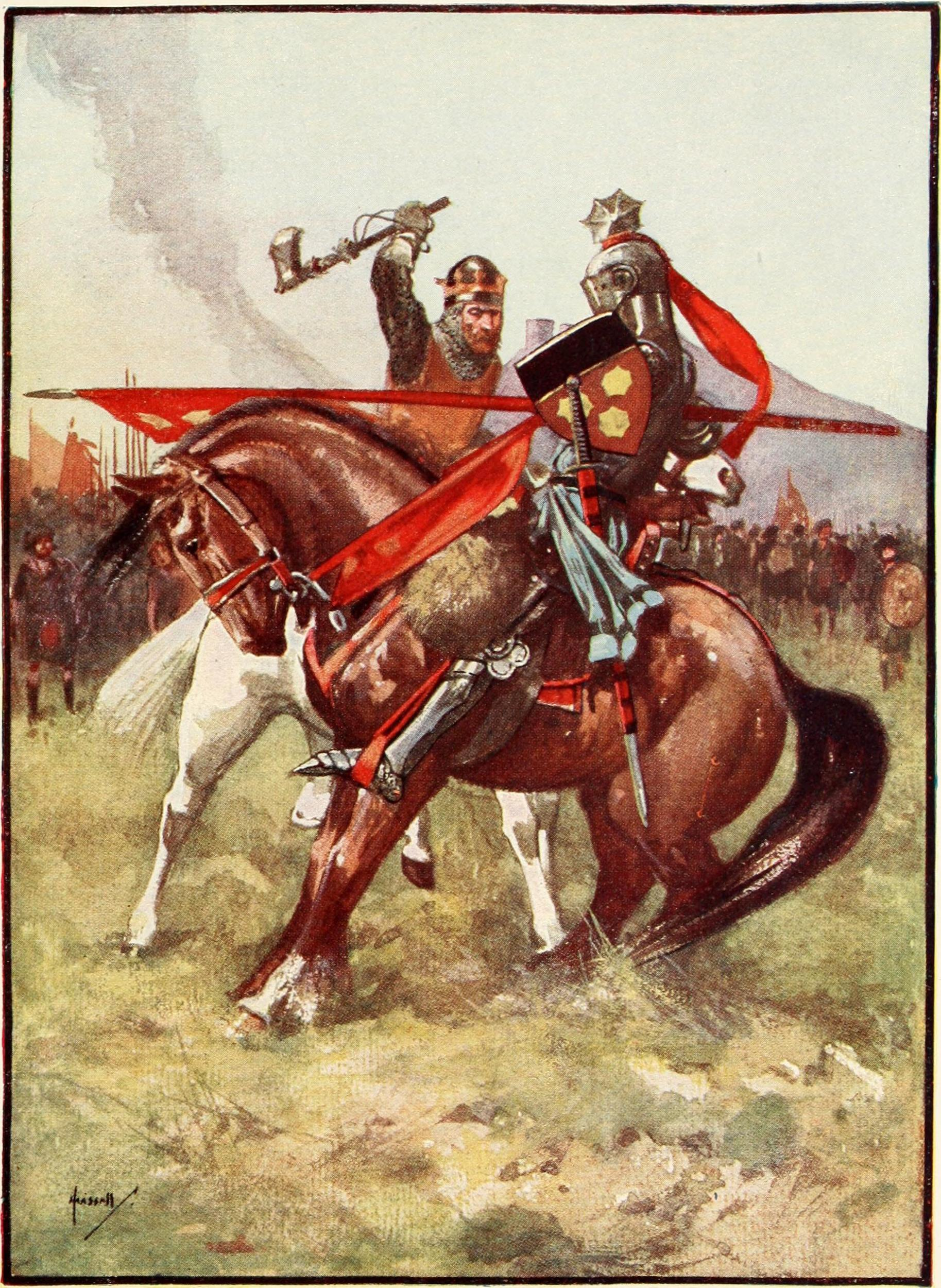
Убийство королём Робертом Брюсом сэра Генри де Богуна. Иллюстрация Джозефа Скелтона из «Scotland’s story» («Истории Шотландии») Маршалл, Генриетта Элизабет, 1906

По какой-то причине англичане решили послать вперёд отряд из 300 человек под командованием Роберта Клиффорда и Генри де Бомона. Спустившись по крутому склону холма, они перебрались через ручей и увидели несколько шотландцев, которые, как они подумали, отступали в лес, хотя на самом деле они выстраивались в боевой порядок. Желая помешать им достигнуть леса, большинство английских всадников бросились за ними.
Генри де Богун, двигавшийся сзади и оказавшийся более вдумчивым и наблюдательным, чем его воинственные соратники, заметил, что шотландцы двигаются отнюдь не к лесу. В итоге он остановился и дал знак своим людям также задержаться, чтобы дождаться подкрепления. Затем Богун заметил шотландца, который выехал примерно в 30 метрах перед остальными солдатами. Тот был на сером крепком коне, в кольчуге и с лёгким ручным топором, притороченным к седлу; на голове у него был конический стальной шлем, а поверх него — корона. Поняв, что это сам король Роберт Брюс, Генри не смог устоять перед искушением, поняв, что у него есть шанс закончить войну, а также обрести личную славу. Сам Богун был в доспехах и полностью вооружён и защищён. Находясь примерно в 200 метрах от короля, он опустил забрало и помчался на врага, держа перед собой копьё. Хотя в неравной схватке у Брюса были все причины отступить и спрятаться за копейщиков, он увидел на камзоле противника герб Богунов, которым Эдуард I передал отобранные у него поместья в Аннандейле и Каррике. В итоге Роберт хладнокровно остался на месте, позволив рыцарю приблизиться, но за мгновение до того, как тот мог пронзить его копьём, Брюс ушёл с линии удара. Но при этом он остался настолько близко, что смог, приподнявшись на стременах, обрушить удар топора на шлем Богуна. Удар оказался настолько сильным, что топор «разрубил череп и мозг», а затем его древко сломалось.
Воодушевлённые победой своего предводителя, шотландцы выдвинулись навстречу остальному авангарду англичан, который не смог построиться в боевой порядок. Началось сражение. Оруженосец Генри, который бросился вперёд, чтобы поддержать своего господина, был убит, а командир авангарда, граф Глостер, выбит из седла. В итоге англичане отступили, а Роберт Брюс не стал их преследовать, опасаясь, что его воины растянутся и станут уязвимыми для всадников. Позже командиры шотландской армии упрекали Брюса в том, что он совершил опрометчивый поступок, он не пытался оправдаться, но иронично заметил, что ему очень жаль, ибо он сломал свой хороший топор.

## Брак
Жена: Джоан де Плюжене (умерла до 18 декабря 1327), 3-я баронесса Плюжене с 1325 года, дочь Алана (II) де Плюжене, 1-го барона Плюжене и Джоан Уэйк, вдова Томаса Корбета из Кауса. Детей у них не было.
После гибели Генри король Эдуард II в 1316 году передал права на брак со вдовой Джоан Роберту Фитцпейну, барону Фицбейну. После смерти в 1325 году брата Алана она унаследовала замок и поместье Килпек в Херефордшире и де-юре стала баронессой. Джоан умерла незадолго до 18 декабря 1327 года.